# شیائومی می اسمارت بند ۴
شیائومی می اسمارت بند ۴ (انگلیسی: Xiaomi Mi Smart Band 4) یک ساعت هوشمند است که توسط شیائومی ساخته شده‌است. می بند ۴ در ۱۶ ژوئن ۲۰۱۹ در چین، در ۲۶ ژوئن در اروپا و در ۱۹ سپتامبر در هند عرضه شد. این ساعت هوشمند نمایشگر آمولد دارد.